# Maison centrale d'Arles
La maison centrale d'Arles est un établissement pénitentiaire français située à Arles, dans le département des Bouches-du-Rhône, en région Provence-Alpes-Côte d'Azur. Ouverte en 1991 dans le cadre du programme 13 000, cette maison centrale sécuritaire accueille des condamnés à de longues peines et présentant des risques importants en matière de sécurité.  

## Histoire
L'établissement est construit entre 1989 et 1991 dans le cadre du programme 13 000 et ouvre en 1991. À l’origine conçue pour être un centre de détention, sa destination est finalement modifiée à l’ouverture pour devenir une maison centrale.
En décembre 2003, elle est totalement évacuée lors des crues historiques du Rhône. 

« De fortes précipitations ont en effet entraîné, les 4 et 5 décembre 2003, la rupture d’une digue sur le Rhône provoquant d’importantes inondations qui ont duré au total dix jours. L’eau est montée jusqu’à 1,20 m en deux heures. Le rez-de-chaussée de la maison centrale a été noyé sous plus d’1,80 m d’eau. Les personnes détenues se sont réfugiées au premier étage de l’établissement, entièrement privé d’électricité. L’ensemble des personnels et 193 personnes détenues ont été évacués le 6 décembre 2003, par canots pneumatiques et hélicoptères, avec notamment l’aide des équipes régionales d’intervention et de sécurité (ERIS) de l’administration pénitentiaire. »

— CGLPL, Rapport de visite du CGLPL - 2013
À la suite de ces événements, l'établissement est fermé pour rénovation et ne rouvre que le 6 octobre 2009.
Le 3 janvier 2025, un détenu prend en otage cinq personnes vers 11 h 15 et se rend, sans faire de blessés.

## Description
Située au 2 rue Joseph Seguin sur la RD 35, l'établissement est implanté dans la zone industrielle nord de la commune d'Arles, à quelques kilomètres du centre-ville. Il est l'un des six établissements pénitentiaires des Bouches-du-Rhône. 
L'établissement a une capacité d'accueil de 156 places et un effectif maximal de 135 détenus, exclusivement pour des détenus majeurs hommes essentiellement condamnés à de longues peines (supérieures à 10 ans). L'établissement accueille également des détenus condamnés à des peines plus courtes mais qui sont considérées comme devant être hébergés dans un établissement plus sécuritaire.
Il est constitué de trois parties, réparties sur une superficie de 11 hectares : une partie administrative, une partie dédiée à la détention composée de deux bâtiments et d'une partie dédiée aux ateliers de production et à la formation professionnelle,.
La maison centrale d'Arles dépend de la direction interrégionale des services pénitentiaires de Marseille.

## Détenus notables
- Jean-Luc Germani, membre du banditisme corse et beau-frère de Richard Casanova.
- Yvan Colonna, condamné pour l'assassinat du préfet Claude Érignac[5]. Le 2 mars 2022, il est violemment agressé par un autre détenu dans la salle de sports de la prison et meurt dix-neuf jours plus tard en état de mort cérébrale[6].
- Jean-Marc Rouillan et Max Frérot, membres du groupe d'extrême gauche Action Directe[2].